# Glyphandra
Glyphandra là một chi bướm đêm thuộc họ Crambidae.